# Mishpatim
Mishpatim (מִּשְׁפָּטִים—hebraico para "leis", a segunda palavra da parashah) é a décima oitava porção semanal da Torá (פָּרָשָׁה, parashah) no ciclo anual Judaico de leitura da Torá e o sexto no Livro do Êxodo. A parashah estabelece uma série de leis, a que alguns estudiosos chamam Código da Aliança. Relata a aceitação do povo da aliança com Deus. A parashah constitui o Êxodo 21:1–24:18. A parashah é composta por 5.313 letras hebraicas, 1.462 palavras hebraicas, 118 versículos e 185 linhas num rolo da Torá (סֵפֶר תּוֹרָה, Sefer Torá).
Judeus lêem-no no décimo oitavo Sabá depois de Simchat Torá, geralmente em fevereiro ou, raramente, no final de janeiro. Como a parashah estabelece algumas das leis da Páscoa, os judeus também lêem parte da parashah, Êxodo 22:24–23:19, como a leitura inicial da Torá para o segundo dia intermédio (חוֹל הַמּוֹעֵד, Chol HaMoed ) da Páscoa. Os judeus também lêem a primeira parte da parasha Ki Tisa , Êxodo 30:11-16, que diz respeito ao imposto individual de meio shekel , como uma leitura bíblica maftir no Shabat Shekalim especial , que muitas vezes cai no mesmo Shabat da parashah. Mishpatim (como acontece nos anos de 2013, 2015, 2017 e 2018).

### Antigo
- Laws of Eshnunna 53–55. Sumer, circa 2100 BCE. In, e.g., Reuven Yaron. The Laws of Eshnunna. Brill Academic Publishers, 1997. (ox that gores).
- Code of Hammurabi 194–214, 250–51. Babylonia, Circa 1780 BCE. In, e.g., James B. Pritchard. Ancient Near Eastern Texts Relating to the Old Testament, pages 175, 178. Princeton: Princeton University Press, 1969. (An eye for an eye, ox that gores).

### Bíblico
- Genesis 31:39 (domestic animals lost to wild animals).
- Exodus 12:3–27, 43–49 (Passover); 13:6–10 (Passover); 34:22–26 (three pilgrim festivals).
- Leviticus 23:4–43 (three pilgrim festivals); 25:8–10, 39–55.
- Numbers 9:1–14 (Passover); 28:16–31 (Passover, Shavuot); 29:12–34 (Sukkot).
- Deuteronomy 15:12–18 (Hebrew servant); 16:1–17 (three pilgrim festivals); 20:10–14; 21:10–14; 23:16–17 (Passover); 31:10–13 (Sukkot).
- Joshua 5:10–11 (Passover).
- Judges 21:19 (Sukkot).
- 1 Kings 8:1–66 (Sukkot); 12:32 (northern feast like Sukkot).
- 2 Kings 4:1–7.
- Jeremiah 34:8–22.
- Ezekiel 45:25 (Sukkot).
- Amos 2:6.
- Zechariah 14:16–19 (Sukkot).
- Ezra 3:4 (Sukkot).
- Nehemiah 5:1–13 (Hebrew slaves); 8:14–18 (Sukkot).
- 2 Chronicles 5:3–14 (Sukkot); 7:8 (Sukkot); 8:12–13 (three Pilgrim festivals).

### Não rabínico antigo
- John 7:1–53 (Sukkot).
- Quran 2:275; 3:130. Arabia, 7th century. (Islam's parallel prohibition of interest, or riba).

### Rabínico clássico
- Mishnah: Peah 8:9; Sheviit 1:1–10:9; Terumot 3:6–7; Challah 4:10; Bikkurim 1:1–3:12; Pesachim 1:1–10:9; Sukkah 1:1–5:8; Beitzah 1:1–5:7; Rosh Hashanah 2:9; Chagigah 1:1–3; Ketubot 3:2, 5:6; Sotah 3:8; Kiddushin 1:2–3; Bava Kamma 1:1–10:10; Bava Metzia 2:10, 3:12, 4:10, 5:11, 7:8–8:3; Sanhedrin 1:1, 4, 6, 7:6, 8:6, 9:1, 11:1; Avot 5:9; Zevachim 14:2; Chullin 8:4; Bekhorot 1:7, 8:7; Arakhin 3:1, 3–4; Zavim 2:3. Land of Israel, circa 200 CE. In, e.g., Jacob Neusner, translator, The Mishnah: A New Translation, pages 36, 68–93, 99, 158, 166–75, 229–51, 279–99, 303, 328–29, 383, 388–89, 453, 487–88, 503–28, 533, 537, 540, 544, 548–51, 583–85, 598, 601–02, 607, 687, 730, 781, 790, 806, 812–13, 1111. New Haven: Yale University Press, 1988.
- Tosefta: Berakhot 4:15; 6:1; Sheviit 1:1–8:11; Terumot 7:8; Bikkurim 1:1–2:16; Shabbat 15:17; Pisha (Pesachim) 1:1–10:13; Shekalim 3:24; Sukkah 1:1–4:28; Beitzah (Yom Tov) 1:1–4:11; Chagigah 1:1; Ketubot 3:7; 12:2; Nedarim 2:6; Sotah 8:7; 11:6; Bava Kamma 1:1–11:18; Bava Metzia 2:25–26; 4:2; 7:9–8:1; 8:20–21; Sanhedrin 3:2, 7; 11:5, 9; 12:3; Makkot 2:1–3:10; Shevuot 3:8; 5:2; 6:1, 3; Eduyot 1:15; Avodah Zarah 6:11; Zevachim 8:26; Chullin 8:11; Arakhin 2:10; 3:2; 5:9. Land of Israel, circa 250 CE. In, e.g., The Tosefta: Translated from the Hebrew, with a New Introduction. Translated by Jacob Neusner, volume 1, pages 25, 37, 178, 203–49, 345–53, 418, 471–522, 538, 567–84, 594, 663, 752, 778, 789, 870, 879; volume 2, pages 951–1022, 1033, 1044, 1063–66, 1071–72, 1150, 1153–54, 1183–85, 1202–08, 1233–34, 1236, 1240–41, 1250, 1285, 1347, 1397, 1499, 1501, 1514. Peabody, Massachusetts: Hendrickson Publishers, 2002.
- Jerusalem Talmud: Berakhot 39a, 60a, 72b, 88a; Peah 3a, 6b, 41b, 47b, 49a, 57b, 73a; Demai 28a; Sheviit 1a–87b; Terumot 29b, 31a, 61a, 75b, 101b; Maaser Sheni 38a; Challah 47b, 48b; Orlah 33b–34b; Bikkurim 1a–26b; Shabbat 1a–113b; Eruvin 28b, 52a; Pesachim 1a–86a; Yoma 2b; Sukkah 1a–33b; Beitzah 1a–49b; Rosh Hashanah 4a, 7b, 17a; Taanit 22b, 23b, 26a, 29a; Megillah 6a, 15b, 18b, 35a; Moed Katan 11b; Chagigah 1a–3a, 4a, 14b; Yevamot 12a, 43a, 58a–b, 69a; Ketubot 5b, 17a, 20b, 21b, 26b, 38b; Nedarim 12b; Nazir 25b–26b, 52a–53a; Sotah 19b–20a; Gittin 20b, 22a, 24b, 31b; Kiddushin 1a, 3a, 5b–6b, 7b, 8b, 9b–11a, 16a, 21a; Bava Kamma 1a–40b; Bava Metzia 8b–12a, 16a, 23a, 27b–29a, 33a; Bava Batra 19a; Sanhedrin 1a–b, 3b, 9a, 10b, 22a, 26b, 27b–28a, 29b, 39a, 44a–b, 45b–46a, 49a, 50a, 51a, 54a, 57b–58b; Shevuot 34b–36a, 38a–b, 39b, 45a–46a, 46b; Avodah Zarah 1a, 11a, 15a, 33b. Tiberias, Land of Israel, circa 400 CE. In, e.g., Talmud Yerushalmi. Edited by Chaim Malinowitz, Yisroel Simcha Schorr, and Mordechai Marcus, volumes 1–4, 6b–8, 10–13, 16–19, 21–31, 33, 35–36, 38–48. Brooklyn: Mesorah Publications, 2005–2020.
- Mekhilta According to Rabbi Ishmael 58:1–80:2. Land of Israel, late 4th century. In, e.g., Mekhilta According to Rabbi Ishmael. Translated by Jacob Neusner, volume 2, pages 105–250. Atlanta: Scholars Press, 1988.
- Midrash Tanhuma Mishpatim. 5th–10th centuries. In, e.g., The Metsudah Midrash Tanchuma: Shemos II. Translated and annotated by Avrohom Davis, edited by Yaakov Y.H. Pupko, volume 4 (Shemos volume 2), pages 1–100. Monsey, New York: Eastern Book Press, 2004.

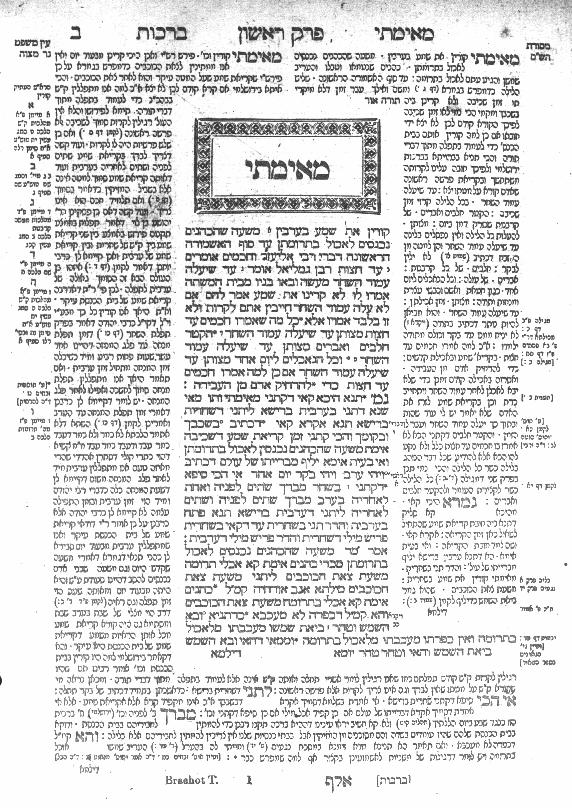
Talmud

- Babylonian Talmud: Berakhot 5a, 17a, 21b, 36b, 48b, 56b, 58a, 60a; Shabbat 2a–157b; Eruvin 51a, 54b, 65a; Pesachim 2a–121b; Yoma 2b, 3b–4b, 15b, 50a, 52b, 59a, 65a, 75a, 76a, 79a, 85a; Sukkah 2a–56b; Beitzah 2a–40b; Rosh Hashanah 11a, 13a, 25a; Taanit 28b; Megillah 15b, 31a; Moed Katan 2a–3a, 5a, 8a, 23b; Chagigah 2a, 3a, 4a–b, 6a–7a, 11a, 18a, 25a; Yevamot 4a, 5b, 7a, 22b–23a, 25a, 35a, 46b, 48b, 49b, 60a, 66b, 69b–70a, 72b, 78a, 100b–01a, 103a, 104a; Ketubot 10a, 15b, 17a, 18a, 29a–30a, 32a–34b, 36b–38b, 39b–41a, 42a–b, 44b, 46a–48a, 56a, 61b, 63a, 79b, 97b, 105a–b, 112a; Nedarim 7a, 15b, 31b–32a, 76a; Nazir 35a, 37a; Sotah 8a, 13b, 17a, 23a–b, 36a, 42b; Gittin 7a, 12b, 18a, 42a–b, 45a, 48b–49b, 51b, 65a, 77a, 88b; Kiddushin 3b–4a, 6a, 9b, 11b, 14b–15a, 16a–20a, 21b–22b, 24a–b, 30b, 34a–35a, 38a, 40a, 42b–43a, 46a, 49a, 56b, 57b–58a, 68b; Bava Kamma 2a–119b; Bava Metzia 5a–b, 10b–11a, 27a, 31a–33b, 38b–39a, 41a, 43b, 48b, 54a, 56a–b, 57b, 58b, 59b, 62a, 71a, 75b, 83a, 93a–99b, 107b, 113b, 114b; Bava Batra 4a, 23b, 28a–b, 43b, 50a, 70a, 81a, 93a, 94b, 107a, 108b, 126b, 159a; Sanhedrin 2a–b, 3b–4b, 7b, 9b, 15a–b, 17a, 18b–19a, 24b–25b, 27a, 28b, 32a, 33b, 35b–36b, 38b, 40b–41a, 43a, 47a, 52b–53a, 54b, 56a–b, 60a–b, 63a–b, 66a, 67a–b, 69a, 72a–b, 74a, 78a–79a, 80a, 83a, 84b–86a, 87b, 94a, 109a, 110b, 111b; Makkot 2b, 5a–b, 7a–13a, 18a–b, 19b, 21b, 23a; Shevuot 30b–31a, 33a, 35b, 36b, 39b, 40b, 42a–43a, 45a–b, 47a, 49a; Avodah Zarah 34b, 51a, 74a; Horayot 4b; Zevachim 24b, 38b, 66a, 69a, 70b, 82b, 97b, 115b–16a, 117a; Menachot 5b, 10a, 43b, 45a, 71a, 78b, 83b, 84b, 101b; Chullin 11a–b, 26b, 30a, 37a, 39b, 42a, 47b, 68a–b, 73b, 75a, 77a, 81a–b, 82b, 89a, 98b, 101a, 102b, 103b, 108b, 113a, 114a, 115b–16a, 120b, 131a, 134a, 137a; Bekhorot 2b, 10a, 11a, 13a, 26b, 34a, 49b, 50b–51b, 55b, 57a; Arakhin 2b, 6b–7a, 13b, 14b, 18b, 19b, 25b, 29a, 30b, 33a; Temurah 3b–4a, 25b, 30a–b; Keritot 4a, 8b–9a; Meilah 13a; Niddah 8a, 40a, 47b–48a. Sasanian Empire, 6th century. In, e.g., Talmud Bavli. Edited by Yisroel Simcha Schorr, Chaim Malinowitz, and Mordechai Marcus, 72 volumes. Brooklyn: Mesorah Publications, 2006.

### Medieval
- Exodus Rabbah 30:1–32:9. 10th century. In, e.g., Midrash Rabbah: Exodus. Translated by Simon M. Lehrman, volume 3, pages 346–413. London: Soncino Press, 1939.

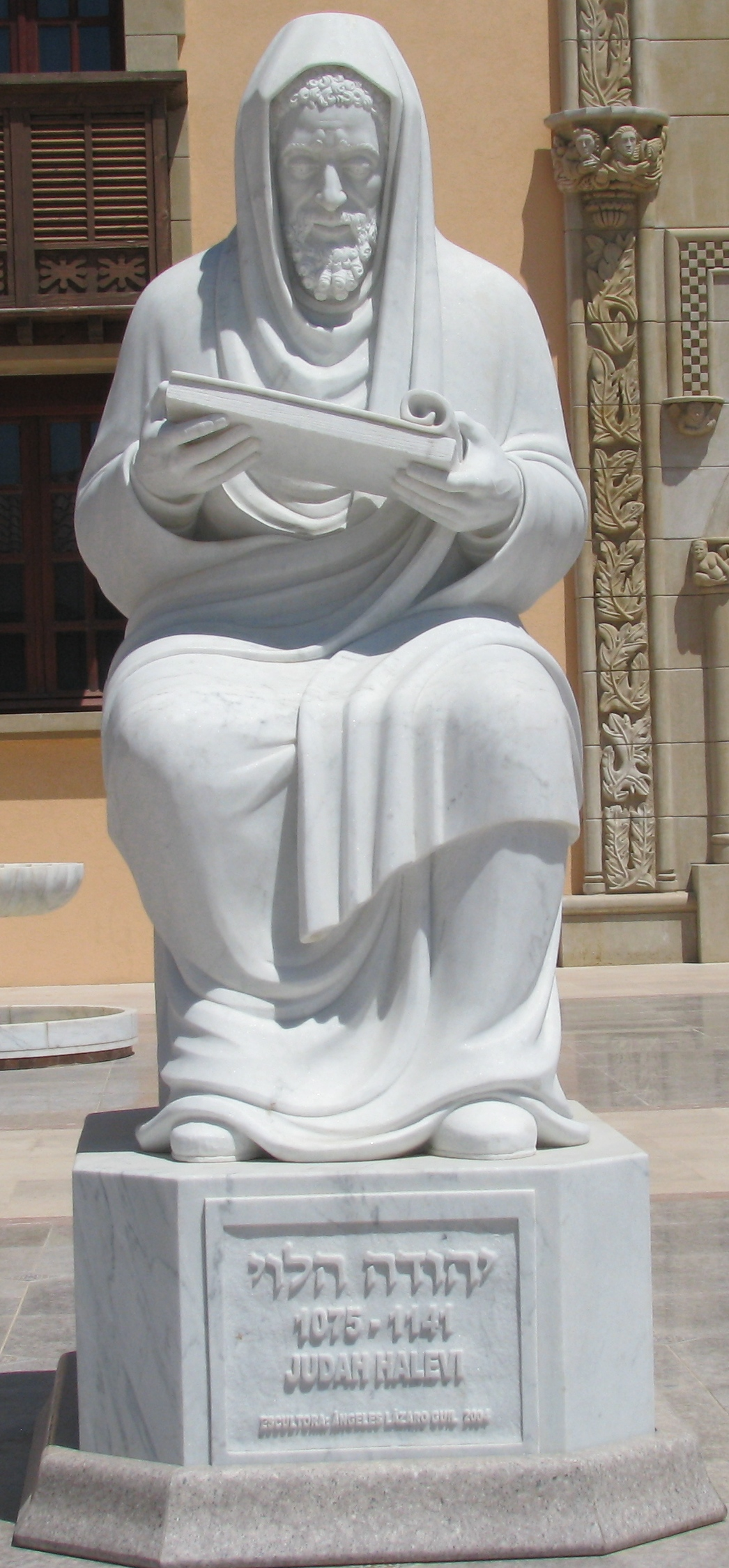
Judah Halevi

- Rashi on Exodus 21–24. Troyes, France, late 11th century. In, e.g., Yisrael Isser Zvi Herczeg. Rashi: The Torah: With Rashi's Commentary Translated, Annotated, and Elucidated, volume 2, pages 247–317. Brooklyn: Mesorah Publications, 1994.
- Rashbam. Commentary on the Torah. Troyes, early 12th century. In, e.g., Rashbam's Commentary on Exodus: An Annotated Translation. Edited and translated by Martin I. Lockshin, pages 225–302. Atlanta: Scholars Press, 1997.
- Judah Halevi. Kuzari. 2:14; 3:1, 35, 47; 4:3, 11. Toledo, Spain, 1130–1140. In, e.g., Jehuda Halevi. Kuzari: An Argument for the Faith of Israel. Introduction by Henry Slonimsky, pages 90, 135, 168, 175, 204, 217. New York: Schocken, 1964.
- Abraham ibn Ezra. Commentary on the Torah. France, 1153. In, e.g., Ibn Ezra's Commentary on the Pentateuch: Exodus (Shemot). Translated and annotated by H. Norman Strickman and Arthur M. Silver, volume 2, pages 447–530. New York: Menorah Publishing Company, 1996.

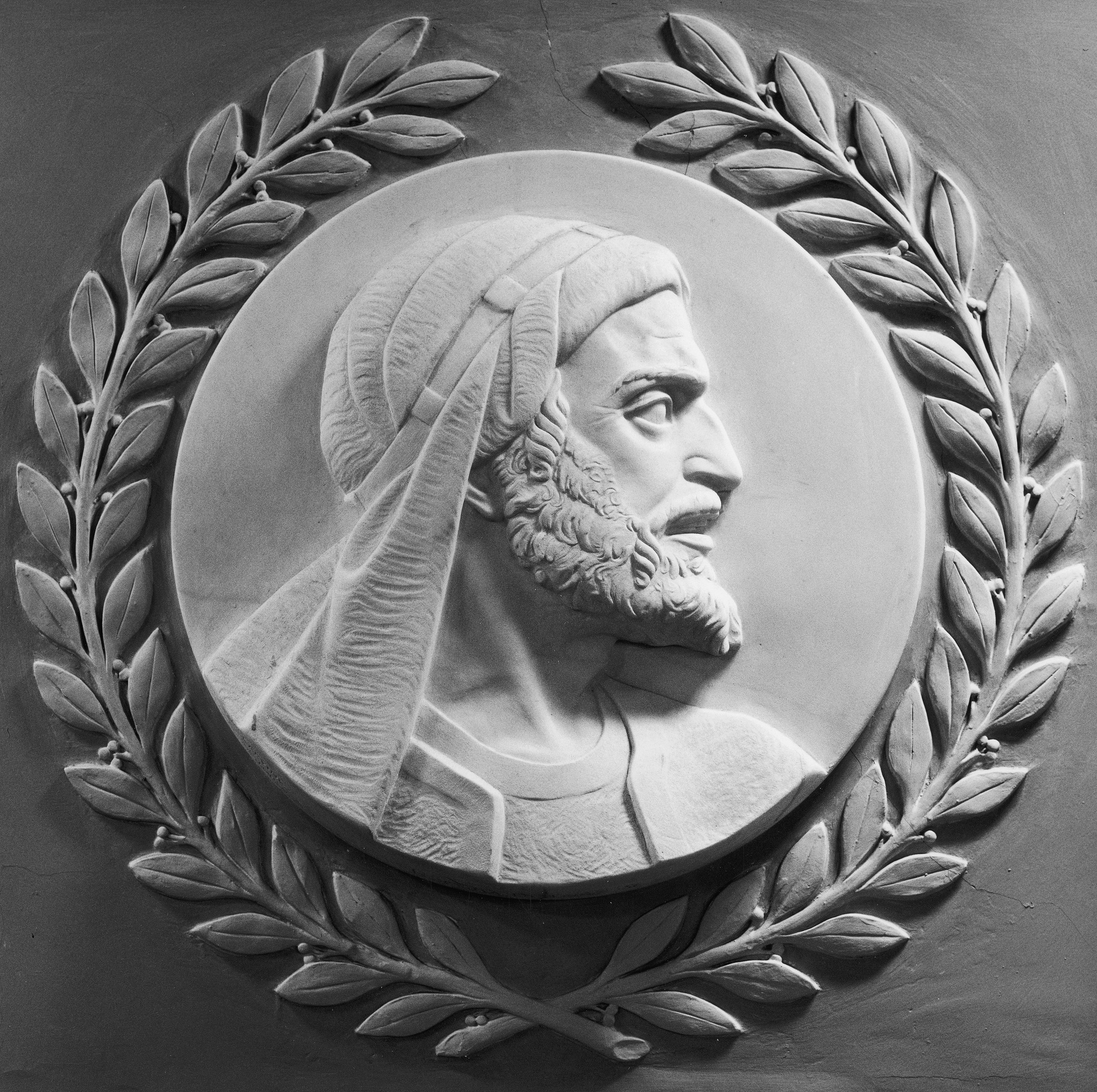
Maimonides

- Maimonides. Mishneh Torah, Introduction, 1. Cairo, Egypt, 1170–1180.
- Maimonides. The Guide for the Perplexed. Cairo, Egypt, 1190. In, e.g., Moses Maimonides. The Guide for the Perplexed. Translated by Michael Friedländer, pages 17–19, 28, 32, 34, 37, 51, 58–59, 64, 96, 160, 163, 221, 223, 277, 315, 317, 323, 333, 339–44, 347, 353, 371, 374–75, 387. New York: Dover Publications, 1956.
- Hezekiah ben Manoah. Hizkuni. France, circa 1240. In, e.g., Chizkiyahu ben Manoach. Chizkuni: Torah Commentary. Translated and annotated by Eliyahu Munk, volume 2, pages 517–74. Jerusalem: Ktav Publishers, 2013.

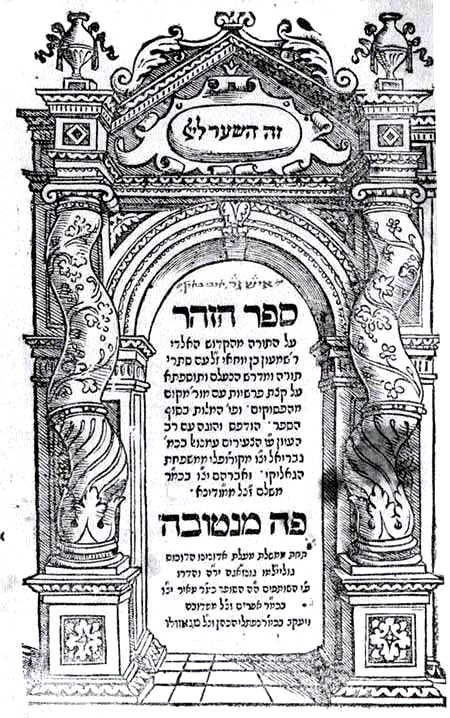
Zohar

- Naḥmanides. Commentary on the Torah. Jerusalem, circa 1270. In, e.g., Ramban (Nachmanides): Commentary on the Torah. Translated by Charles B. Chavel, volume 2, pages 338–433. New York: Shilo Publishing House, 1973.
- The Zohar 2:94a–126a. Spain, late 13th century. In, e.g., The Zohar. Translated by Harry Sperling and Maurice Simon. 5 volumes. London: Soncino Press, 1934.
- Bahya ben Asher. Commentary on the Torah. Spain, early 14th century. In, e.g., Midrash Rabbeinu Bachya: Torah Commentary by Rabbi Bachya ben Asher. Translated and annotated by Eliyahu Munk, volume 4, pages 1122–217. Jerusalem: Lambda Publishers, 2003.
- Jacob ben Asher (Baal Ha-Turim). Commentary on the Torah. Early 14th century. In, e.g., Baal Haturim Chumash: Shemos/Exodus. Translated by Eliyahu Touger, edited and annotated by Avie Gold, volume 2, pages 755–811. Brooklyn: Mesorah Publications, 2000.
- Nissim of Gerona (The Ran). Derashos HaRan (Discourses of the Ran), discourse 4. Barcelona, Catalonia, 14th century. In, e.g., Yehuda Meir Keilson. Derashos HaRan: Discourses of the Ran, Rabbeinu Nissim ben Reuven of Gerona, Translated, Annotated, and Elucidated. Volume 1, pages 277–363. Brooklyn: Mesorah Publications, 2019.
- Isaac ben Moses Arama. Akedat Yizhak (The Binding of Isaac). Late 15th century. In, e.g., Yitzchak Arama. Akeydat Yitzchak: Commentary of Rabbi Yitzchak Arama on the Torah. Translated and condensed by Eliyahu Munk, volume 1, pages 437–58. New York: Lambda Publishers, 2001.
- Isaac Abravanel. Principles of Faith. Chapters 3, 5, 12, 17, 19. Naples, Italy, 1494. In, e.g., Isaac Abravanel. Principles of Faith (Rosh Amanah). Translated by Menachem Marc Kellner, pages 66, 76, 116, 118, 154, 171. Rutherford, New Jersey: Fairleigh Dickinson University Press, 1982.
- Isaac Abravanel. Commentary on the Torah. Italy, between 1492–1509. In, e.g., Abarbanel: Selected Commentaries on the Torah: Volume 2: Shemos/Exodus. Translated and annotated by Israel Lazar, pages 258–93. Brooklyn: CreateSpace, 2015.

### Moderno
- Abraham Saba. Ẓeror ha-Mor (Bundle of Myrrh). Fez, Morocco, circa 1500. In, e.g., Tzror Hamor: Torah Commentary by Rabbi Avraham Sabba. Translated and annotated by Eliyahu Munk, volume 3, pages 1069–100. Jerusalem, Lambda Publishers, 2008.
- Obadiah ben Jacob Sforno. Commentary on the Torah. Venice, 1567. In, e.g., Sforno: Commentary on the Torah. Translation and explanatory notes by Raphael Pelcovitz, pages 394–417. Brooklyn: Mesorah Publications, 1997.

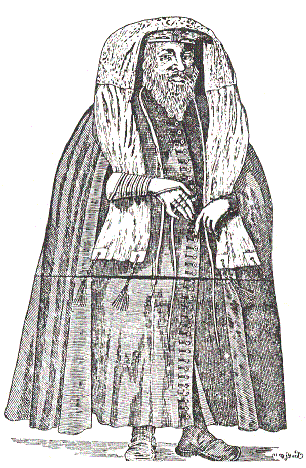
Saul Levi Morteira

- Moshe Alshich. Commentary on the Torah. Safed, circa 1593. In, e.g., Moshe Alshich. Midrash of Rabbi Moshe Alshich on the Torah. Translated and annotated by Eliyahu Munk, volume 2, pages 502–36. New York, Lambda Publishers, 2000.
- Shlomo Ephraim Luntschitz. Kli Yakar. Lublin, 1602. In, e.g., Kli Yakar: Shemos. Translated by Elihu Levine, volume 2, pages 97–163. Southfield, Michigan: Targum Press/Feldheim Publishers, 2007.
- Saul Levi Morteira. "The Land Shudders." Budapest, 1627. In Marc Saperstein. Exile in Amsterdam: Saul Levi Morteira's Sermons to a Congregation of "New Jews," pages 393–407. Cincinnati: Hebrew Union College Press, 2005.

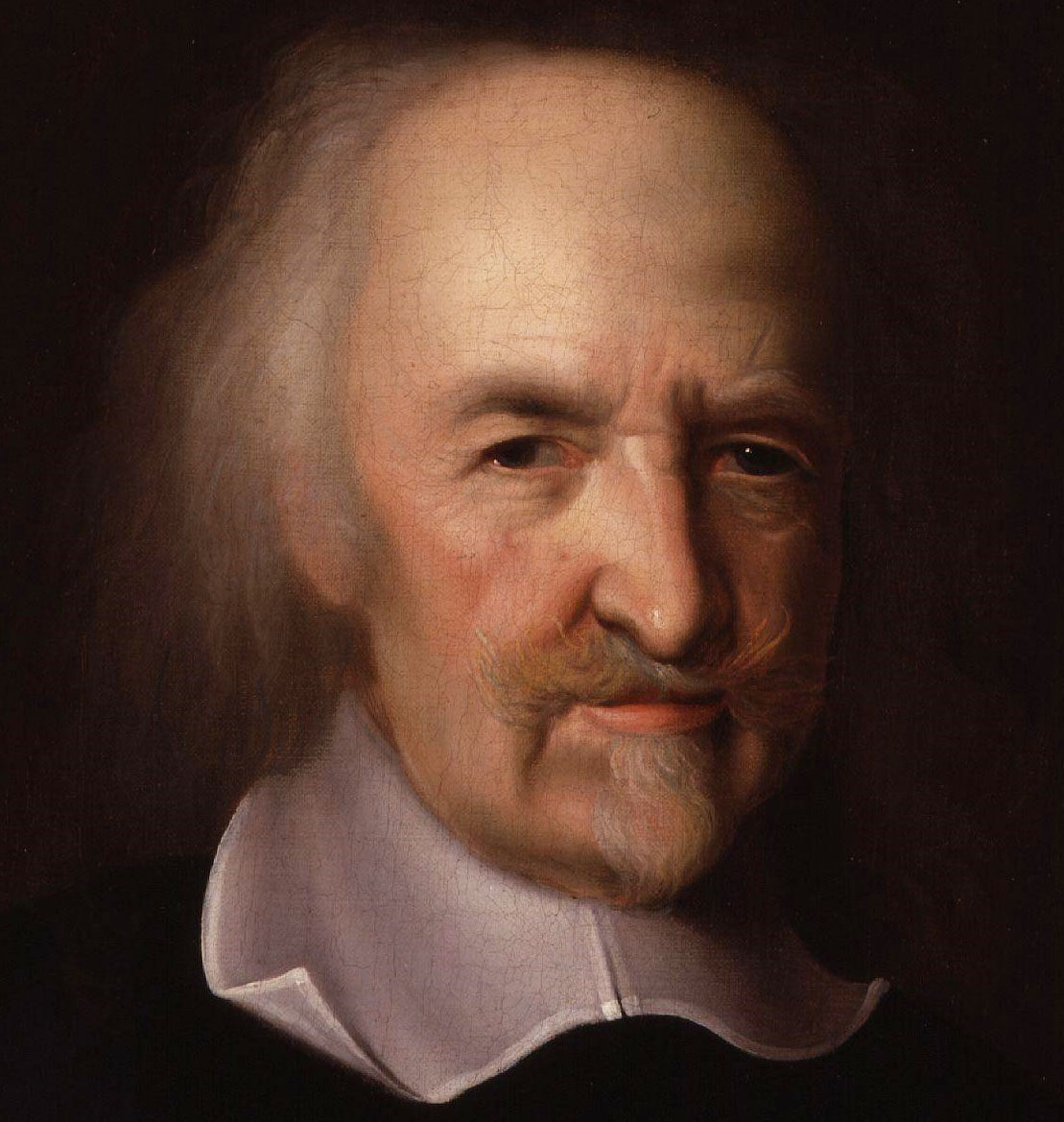
Hobbes

- Avraham Yehoshua Heschel. Commentaries on the Torah. Cracow, Poland, mid 17th century. Compiled as Chanukat HaTorah. Edited by Chanoch Henoch Erzohn. Piotrkow, Poland, 1900. In Avraham Yehoshua Heschel. Chanukas HaTorah: Mystical Insights of Rav Avraham Yehoshua Heschel on Chumash. Translated by Avraham Peretz Friedman, pages 174–83. Southfield, Michigan: Targum Press/Feldheim Publishers, 2004.
- Thomas Hobbes. Leviathan, 3:40. England, 1651. Reprint edited by C. B. Macpherson, page 503. Harmondsworth, England: Penguin Classics, 1982.

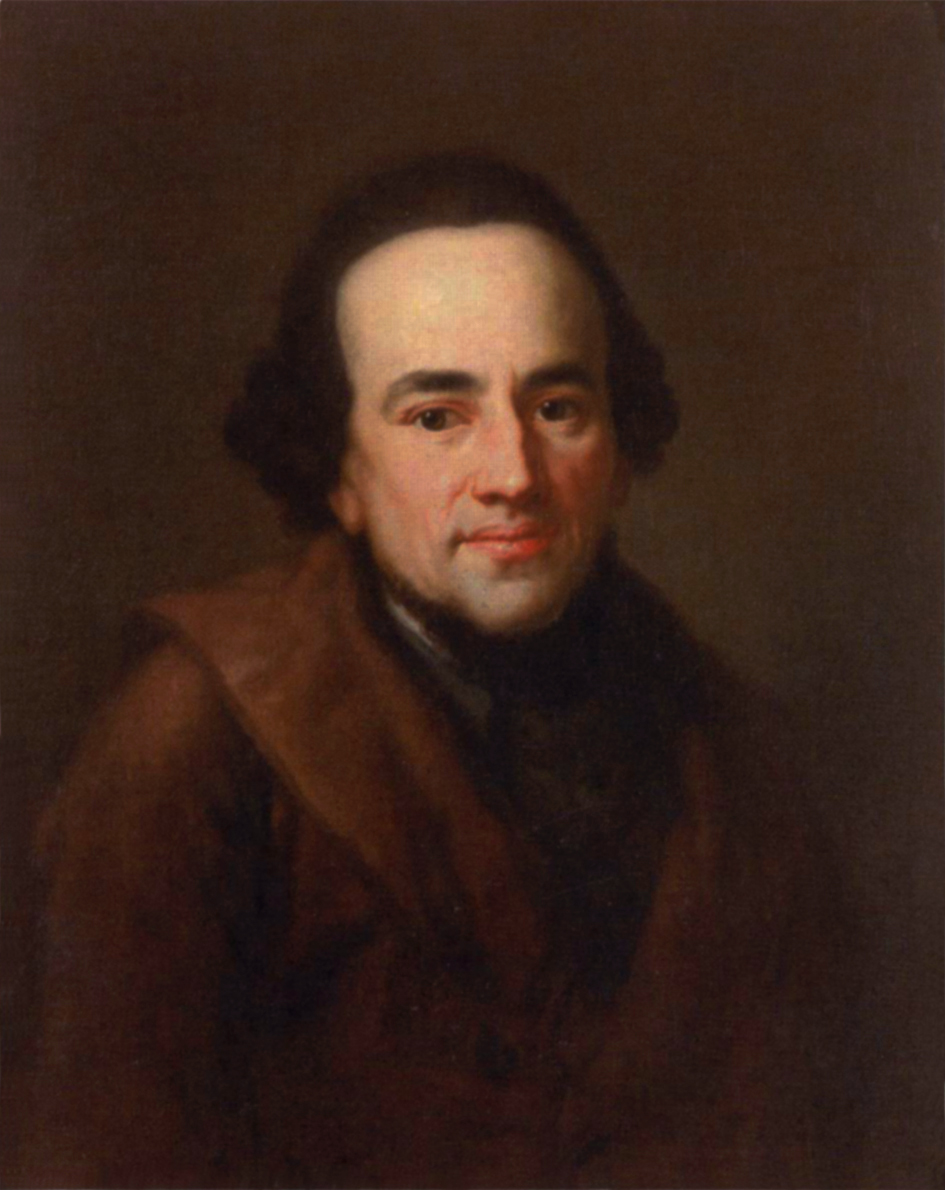
Mendelssohn

- Chaim ibn Attar. Ohr ha-Chaim. Venice, 1742. In Chayim ben Attar. Or Hachayim: Commentary on the Torah. Translated by Eliyahu Munk, volume 2, pages 689–753. Brooklyn: Lambda Publishers, 1999.
- Moses Mendelssohn. Sefer Netivot Hashalom (The "Bi'ur," The Explanation). Berlin, 1780–1783. In Moses Mendelssohn: Writings on Judaism, Christianity, and the Bible. Edited Michah Gottlieb, pages 205–08. Waltham, Massachusetts: Brandeis University Press, 2011.

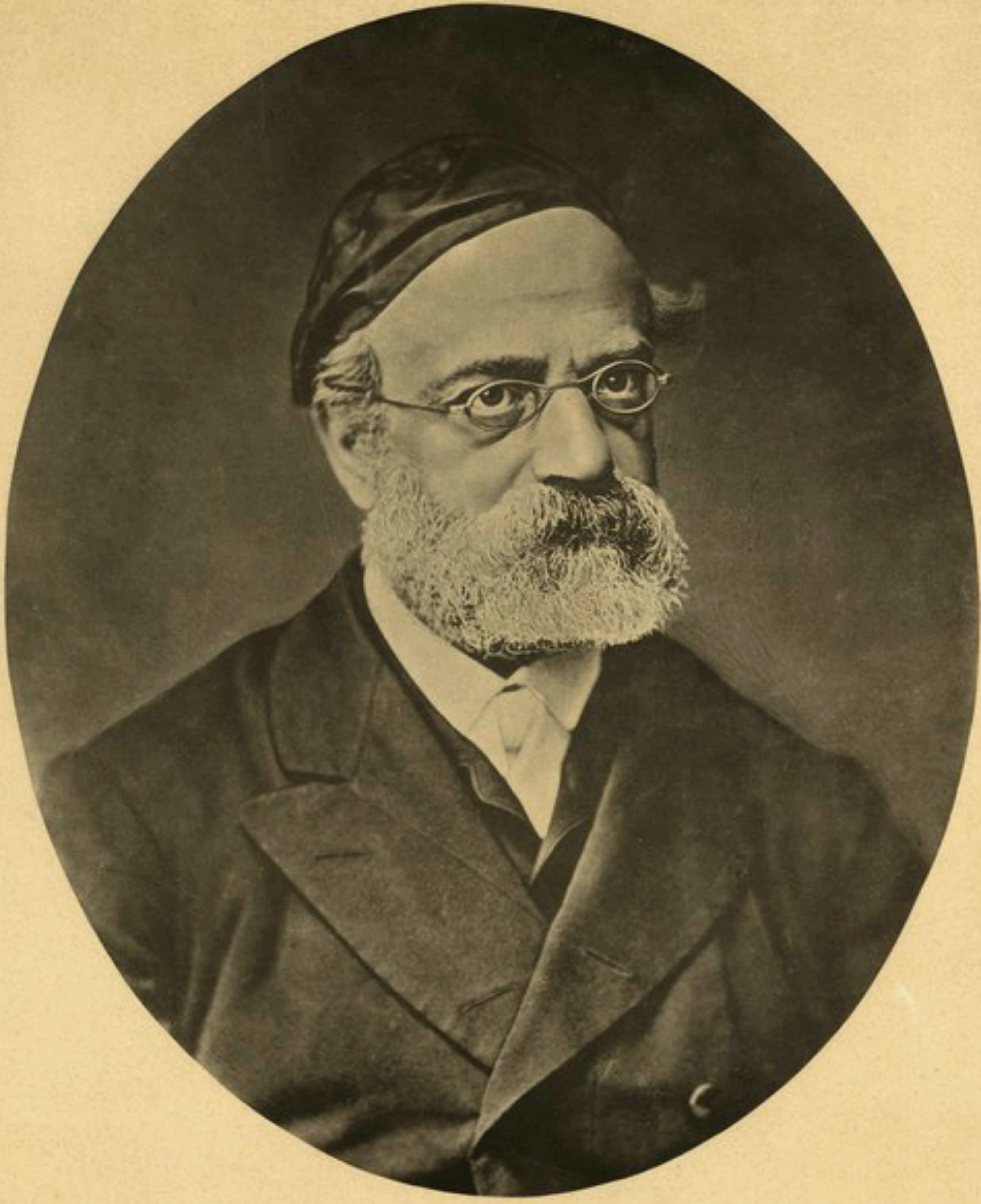
Hirsch

- Naḥman of Breslov. Teachings. Bratslav, Ukraine, before 1811. In Rebbe Nachman's Torah: Breslov Insights into the Weekly Torah Reading: Exodus-Leviticus. Compiled by Chaim Kramer, edited by Y. Hall, pages 178–212. Jerusalem: Breslov Research Institute, 2011.
- Samson Raphael Hirsch. The Pentateuch: Exodus. Translated by Isaac Levy, volume 2, pages 286–427. Gateshead: Judaica Press, 2nd edition 1999. Originally published as Der Pentateuch uebersetzt und erklaert. Frankfurt, 1867–1878.

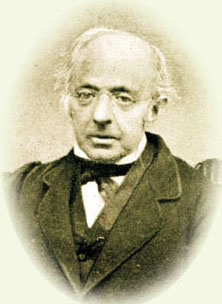
Luzzatto

- Samuel David Luzzatto (Shadal). Commentary on the Torah. Padua, 1871. In, e.g., Samuel David Luzzatto. Torah Commentary. Translated and annotated by Eliyahu Munk, volume 3, pages 769–847. New York: Lambda Publishers, 2012.
- Samson Raphael Hirsch. The Jewish Sabbath. Frankfurt, before 1889. Translated by Ben Josephussoro. 1911. Reprinted Lexington, Kentucky: CreateSpace Independent Publishing Platform, 2014.
- Yehudah Aryeh Leib Alter. Sefat Emet. Góra Kalwaria (Ger), Poland, before 1906. Excerpted in The Language of Truth: The Torah Commentary of Sefat Emet. Translated and interpreted by Arthur Green, pages 111–16. Philadelphia: Jewish Publication Society, 1998. Reprinted 2012.

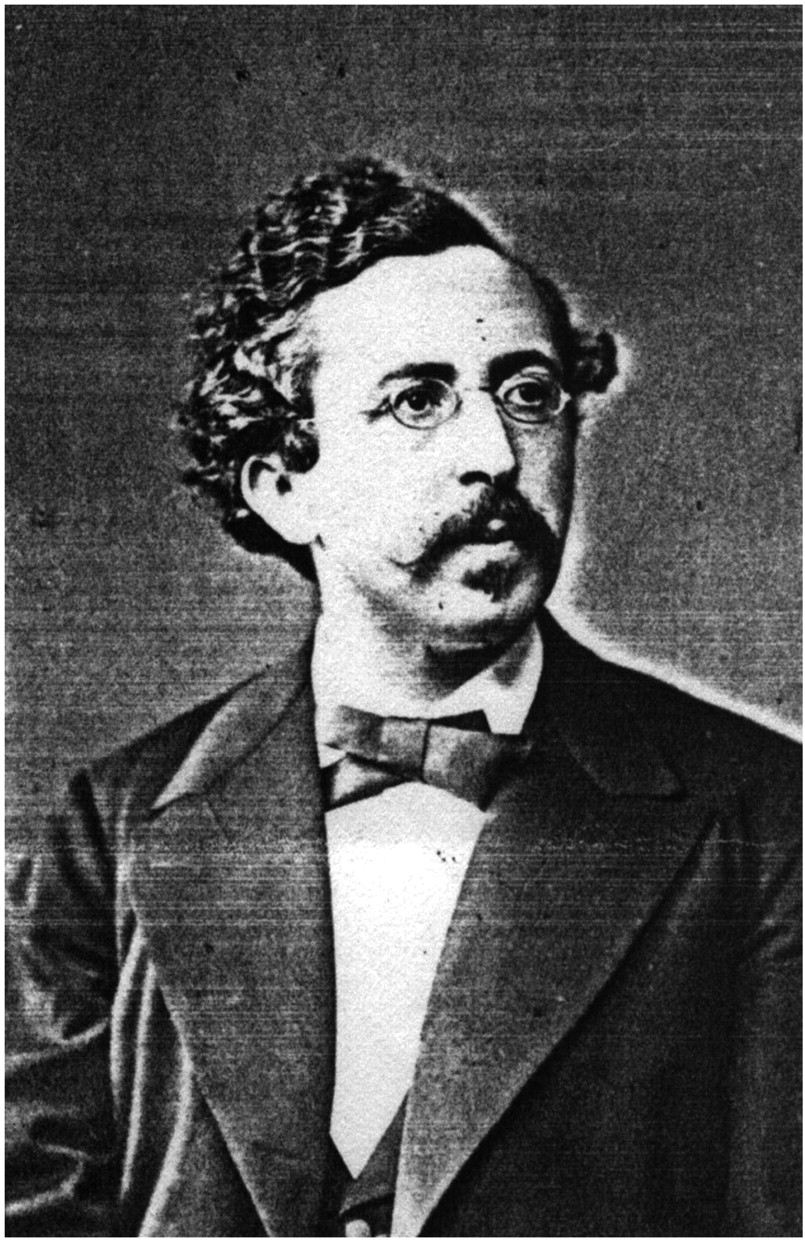
Cohen

- Hermann Cohen. Religion of Reason: Out of the Sources of Judaism. Translated with an introduction by Simon Kaplan; introductory essays by Leo Strauss, pages 125–27, 145, 154, 232, 348, 422, 431, 451. New York: Ungar, 1972. Reprinted Atlanta: Scholars Press, 1995. Originally published as Religion der Vernunft aus den Quellen des Judentums. Leipzig:  de, 1919.

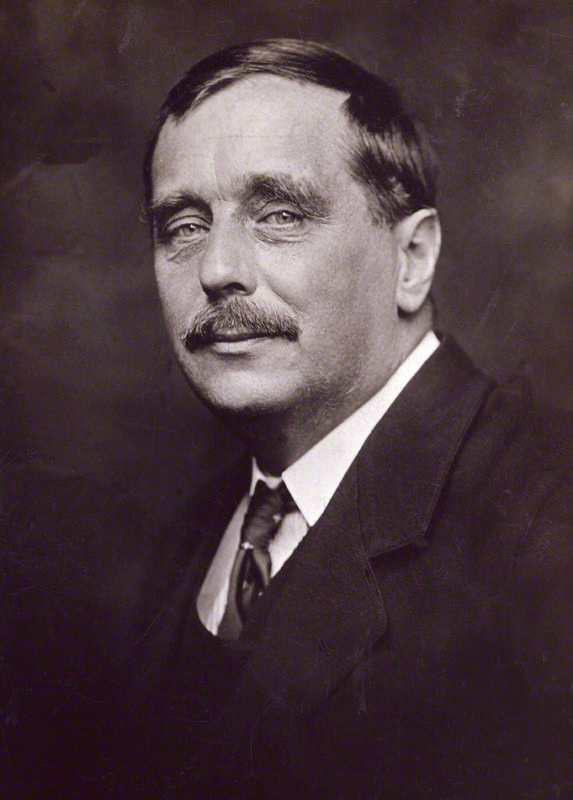
Wells

- H. G. Wells. "Serfs, Slaves, Social Classes and Free Individuals." In The Outline of History: Being a Plain History of Life and Mankind, pages 254–59. New York: The Macmillan Company, 1920. Revised edition Doubleday and Company, 1971.
- Alexander Alan Steinbach. Sabbath Queen: Fifty-four Bible Talks to the Young Based on Each Portion of the Pentateuch, pages 54–57. New York: Behrman's Jewish Book House, 1936.
- Benno Jacob. The Second Book of the Bible: Exodus. London, 1940. Translated by Walter Jacob, pages 606–757. Hoboken, New Jersey: KTAV Publishing House, 1992.

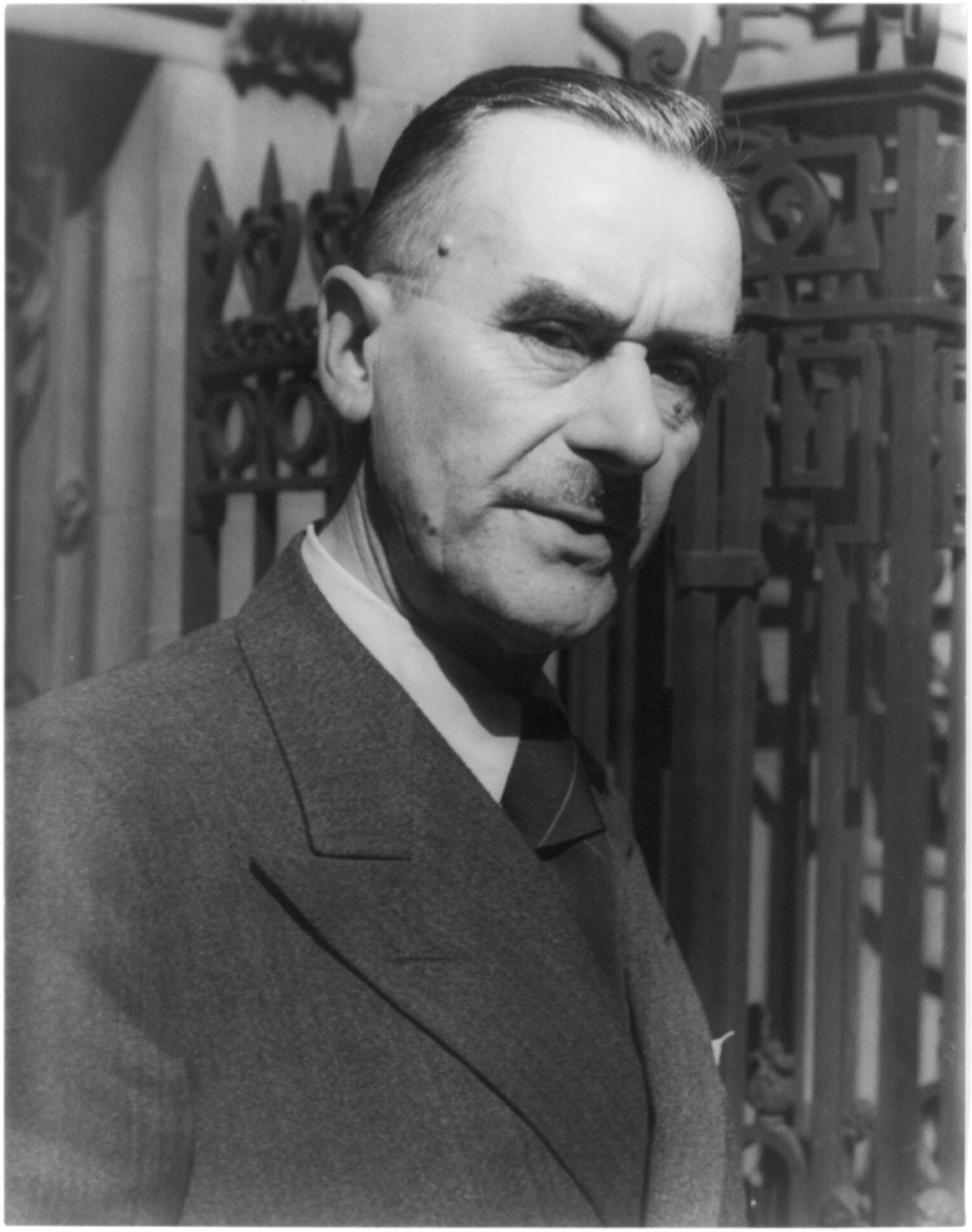
Mann

- Thomas Mann. Joseph and His Brothers. Translated by John E. Woods, pages 305, 535–36. New York: Alfred A. Knopf, 2005. Originally published as Joseph und seine Brüder. Stockholm: Bermann-Fischer Verlag, 1943.
- Isaac Mendelsohn. "Slavery in the Ancient Near East." Biblical Archaeologist, volume 9 (1946): pages 74–88.
- Isaac Mendelsohn. Slavery in the Ancient Near East. New York: Oxford University Press, 1949.

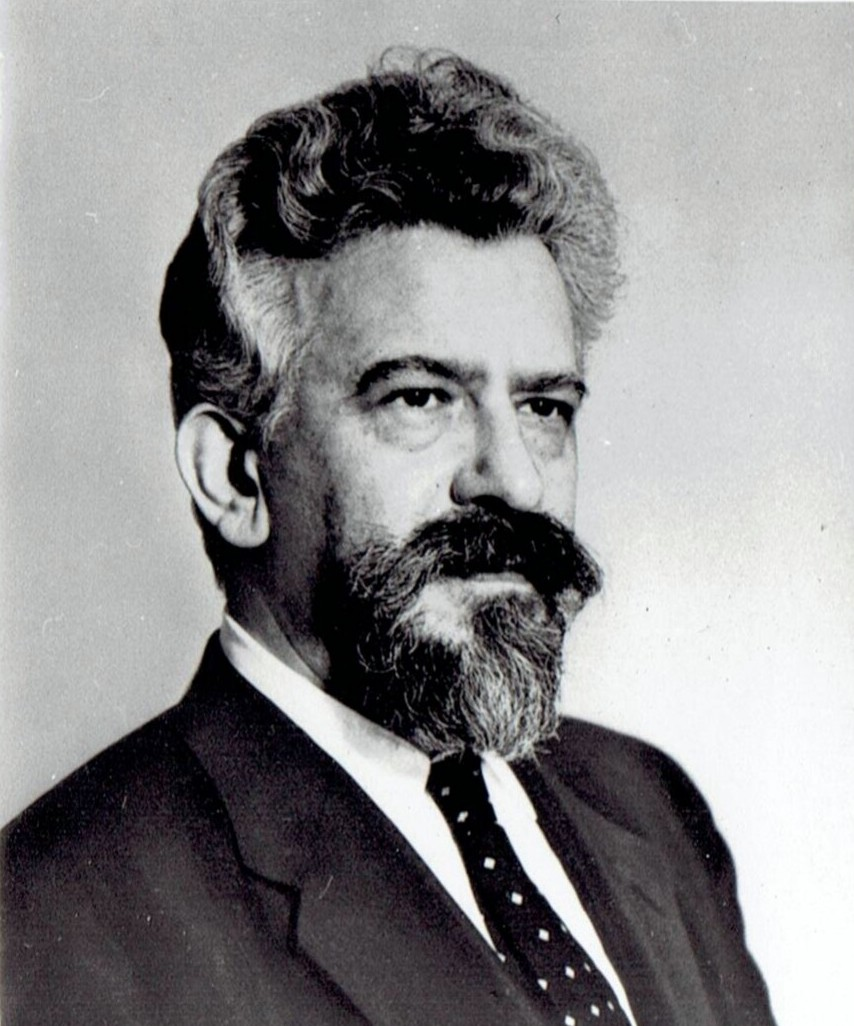
Heschel

- Morris Adler, Jacob B. Agus, and Theodore Friedman. "Responsum on the Sabbath." Proceedings of the Rabbinical Assembly, volume 14 (1950), pages 112–88. New York: Rabbinical Assembly of America, 1951. In Proceedings of the Committee on Jewish Law and Standards of the Conservative Movement 1927–1970, volume 3 (Responsa), pages 1109–34. Jerusalem: The Rabbinical Assembly and The Institute of Applied Hallakhah, 1997.
- Abraham Joshua Heschel. The Sabbath. New York: Farrar, Straus and Giroux, 1951. Reprinted 2005.
- Abraham Joshua Heschel. Man's Quest for God: Studies in Prayer and Symbolism, page 18. New York: Charles Scribner's Sons, 1954.
- Morris Adler. The World of the Talmud, pages 30, 42. B'nai B'rith Hillel Foundations, 1958. Reprinted Kessinger Publishing, 2007.

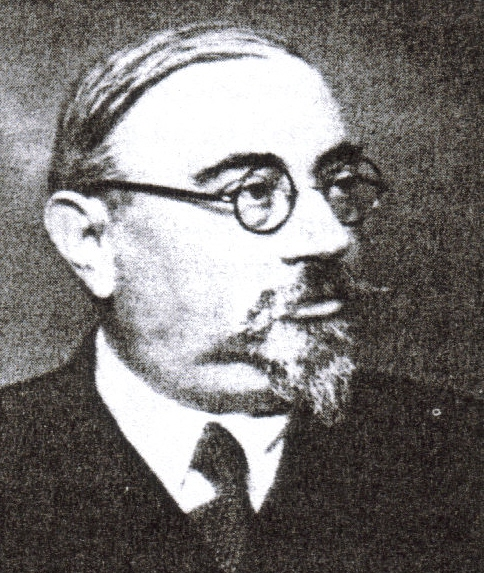
Cassuto

- Umberto Cassuto. A Commentary on the Book of Exodus. Jerusalem, 1951. Translated by Israel Abrahams, pages 255–316. Jerusalem: The Magnes Press, The Hebrew University, 1967.
- Herbert B. Huffmon. "Exodus 23:4–5: A comparative Study." In A Light unto My Path: Old Testament Studies in Honor of Jacob M. Myers. Edited by Howard N. Bream, Ralph D. Heim, and Carey A. Moore, pages 271–78. Philadelphia: Temple University Press, 1974.
- Jacob Milgrom. "First fruits, OT." In The Interpreter's Dictionary of the Bible. Supp, volume, pages 336–37. Nashville, Tennessee: Abingdon, 1976.
- Elie Munk. The Call of the Torah: An Anthology of Interpretation and Commentary on the Five Books of Moses. Translated by E.S. Mazer, volume 2, pages 292–361. Brooklyn: Mesorah Publications, 1995. Originally published as La Voix de la Thora. Paris: Fondation Samuel et Odette Levy, 1981.
- Jacob Milgrom. "'You Shall Not Boil a Kid in Its Mother's Milk': An archaeological myth destroyed." Bible Review, volume 1, number 3 (Fall 1985): pages 48–55.
- David Kader. "Torts and Torah." (1986). Journal of Law & Religion, volume 4 (1986): pages 161, 164–167.
- Pinchas H. Peli. Torah Today: A Renewed Encounter with Scripture, pages 75–79. Washington, D.C.: B'nai B'rith Books, 1987.
- Ben Zion Bergman. "A Question of Great Interest: May a Synagogue Issue Interest-Bearing Bonds?" New York: Rabbinical Assembly, 1988. YD 167:1.1988a. In Responsa: 1980–1990: The Committee on Jewish Law and Standards of the Conservative Movement. Edited by David J. Fine, pages 319–23. New York: Rabbinical Assembly, 2005.
- Avram Israel Reisner. "Dissent: A Matter of Great Interest" New York: Rabbinical Assembly, 1988. YD 167:1.1988b. In Responsa: 1980–1990: The Committee on Jewish Law and Standards of the Conservative Movement. Edited by David J. Fine, pages 324–28. New York: Rabbinical Assembly, 2005.
- Mark S. Smith. The Early History of God: Yahweh and the Other Deities in Ancient Israel, pages xx, 59, 100–01, 112, 148–49, 155, 157, 163. New York: HarperSanFrancisco, 1990.
- Harvey J. Fields. A Torah Commentary for Our Times: Volume II: Exodus and Leviticus, pages 51–60. New York: UAHC Press, 1991.
- Nahum M. Sarna. The JPS Torah Commentary: Exodus: The Traditional Hebrew Text with the New JPS Translation, pages 117–55, 273–76. Philadelphia: Jewish Publication Society, 1991.
- Lawrence Kushner. God Was in This Place and I, I Did Not Know: Finding Self, Spirituality and Ultimate Meaning, pages 32–33. Jewish Lights Publishing, 1993. (the Place).
- Nehama Leibowitz. New Studies in Shemot (Exodus), volume 2, pages 361–458. Jerusalem: Haomanim Press, 1993. Reprinted as New Studies in the Weekly Parasha. Lambda Publishers, 2010.
- Aaron Wildavsky. Assimilation versus Separation: Joseph the Administrator and the Politics of Religion in Biblical Israel, pages 3–4. New Brunswick, N.J.: Transaction Publishers, 1993.
- Walter Brueggemann. "The Book of Exodus." In The New Interpreter's Bible. Edited by Leander E. Keck, volume 1, pages 855–83. Nashville: Abingdon Press, 1994.
- Russell Fuller. "Exodus 21:22-23: The Miscarriage Interpretation and the Personhood of the Fetus." Journal of the Evangelical Theological Society, volume 37, number 2 (June 1994): pages 169–84.
- Judith S. Antonelli. "Female Servitude." In In the Image of God: A Feminist Commentary on the Torah, pages 185–202. Northvale, New Jersey: Jason Aronson, 1995.
- Hayim Lapin. "Early Rabbinic Civil Law and the Literature of the Second Temple Period." Jewish Studies Quarterly, volume 2, number 2 (1995): pages 149–83. (analysis of law of deposits in Exodus 22:6–14).
- Hayim Lapin. Early Rabbinic Civil Law and the Social History of Roman Galilee: A Study of Mishnah Tractate Baba' Mesi'a'. Atlanta: Scholars Press, 1995. (analysis of law of deposits in Exodus 22:6–14).
- Jacob Milgrom. "'The Alien in Your Midst': Every nation has its ger: the permanent resident. The Torah commands us, first, not to oppress the ger, and then to befriend and love him." Bible Review, volume 11, number 6 (December 1995).
- Ellen Frankel. The Five Books of Miriam: A Woman's Commentary on the Torah, pages 121–29. New York: G. P. Putnam's Sons, 1996.
- Marc Gellman. "The Commandments on Moses' Sleeves." In God's Mailbox: More Stories About Stories in the Bible, pages 60–67. New York: Morrow Junior Books, 1996.

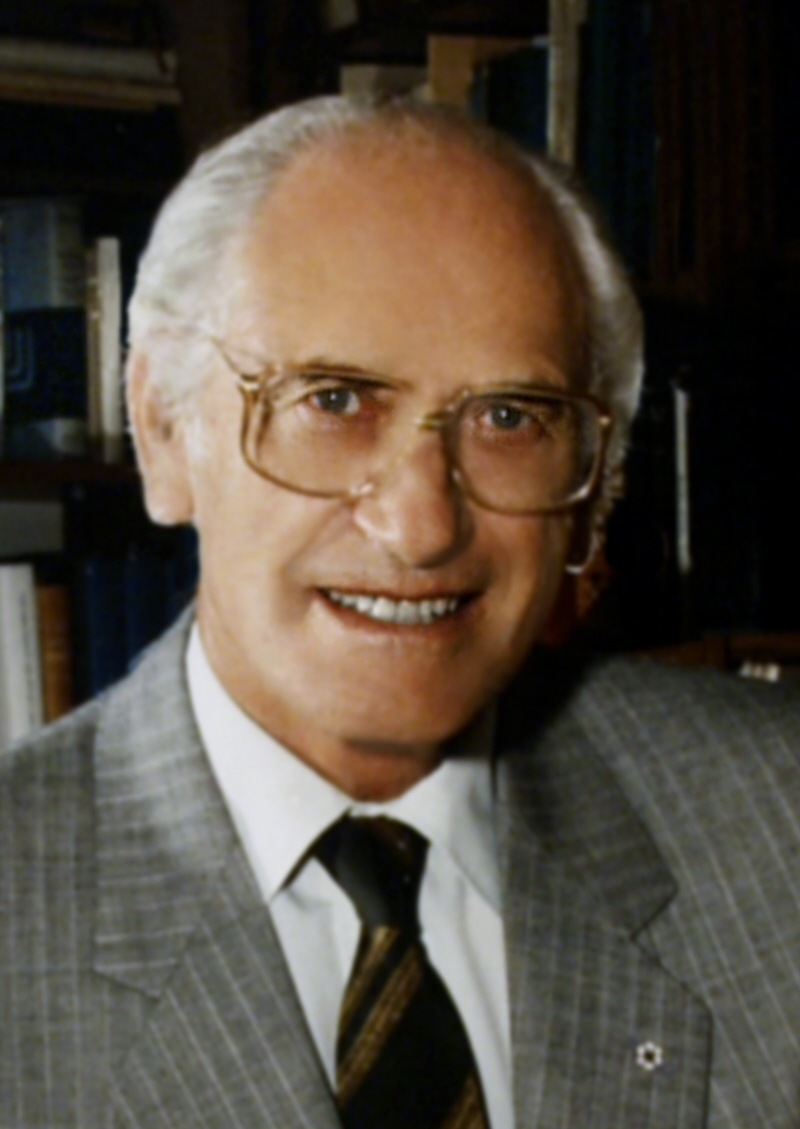
Plaut

- Jacob Milgrom. "Lex Talionis and the Rabbis: The Talmud reflects an uneasy rabbinic conscience toward the ancient law of talion, 'eye for eye, tooth for tooth.'" Bible Review, volume 12, number 2 (April 1996).
- W. Gunther Plaut. The Haftarah Commentary, pages 179–86. New York: UAHC Press, 1996.
- Sorel Goldberg Loeb and Barbara Binder Kadden. Teaching Torah: A Treasury of Insights and Activities, pages 121–27. Denver: A.R.E. Publishing, 1997.
- Robert Goodman. "Shabbat" and "Pesach." In Teaching Jewish Holidays: History, Values, and Activities, pages 1–19, 153–72. Denver: A.R.E. Publishing, 1997.
- Judith Hauptman. "Rape and Seduction." In Rereading The Rabbis: A Woman's Voice, pages 77–101. Boulder, Colorado: Westview Press, 1997. (Exodus 22:15–16).
- Baruch J. Schwartz. "What Really Happened at Mount Sinai? Four biblical answers to one question." Bible Review, volume 13, number 5 (October 1997).
- Susan Freeman. Teaching Jewish Virtues: Sacred Sources and Arts Activities, pages 255–68. Springfield, New Jersey: A.R.E. Publishing, 1999. (Exodus 24:7).
- Exodus to Deuteronomy: A Feminist Companion to the Bible (Second Series). Edited by Athalya Brenner, pages 35–37, 39, 195. Sheffield: Sheffield Academic Press, 2000.
- Nancy Fuchs-Kreimer. "What Must We Do?" In The Women's Torah Commentary: New Insights from Women Rabbis on the 54 Weekly Torah Portions. Edited by Elyse Goldstein, pages 148–53. Woodstock, Vermont: Jewish Lights Publishing, 2000.
- Martin R. Hauge. The Descent from the Mountain: Narrative Patterns in Exodus 19–40. Sheffield: Journal for the Study of the Old Testament Press, 2001.
- Avivah Gottlieb Zornberg. The Particulars of Rapture: Reflections on Exodus, pages 288–314. New York: Doubleday, 2001.
- Lainie Blum Cogan and Judy Weiss. Teaching Haftarah: Background, Insights, and Strategies, pages 413–21. Denver: A.R.E. Publishing, 2002.
- Michael Fishbane. The JPS Bible Commentary: Haftarot, pages 114–19. Philadelphia: Jewish Publication Society, 2002.
- Jack M. Sasson. "Should Cheeseburgers Be Kosher? A Different Interpretation of Five Hebrew Words." Bible Review, volume 19, number 6 (December 2003): pages 40–43, 50–51.
- Joseph Telushkin. The Ten Commandments of Character: Essential Advice for Living an Honorable, Ethical, Honest Life, pages 218–20, 275–78. New York: Bell Tower, 2003.
- Robert Alter. The Five Books of Moses: A Translation with Commentary, pages 435–59. New York: W.W. Norton & Co., 2004.
- Pamela Barmash. “Blood Feud and State Control: Differing Legal Institutions for the Remedy of Homicide During the Second and First Millennia B.C.E.” Journal of Near Eastern Studies, volume 63 (July 2004): pages 183–99.
- Jeffrey H. Tigay. "Exodus." In The Jewish Study Bible. Edited by Adele Berlin and Marc Zvi Brettler, pages 152–63. New York: Oxford University Press, 2004.
- Professors on the Parashah: Studies on the Weekly Torah Reading Edited by Leib Moscovitz, pages 120–34. Jerusalem: Urim Publications, 2005.
- David L. Baker. "Safekeeping, Borrowing, and Rental." Journal for the Study of the Old Testament, volume 31, number 1 (September 2006): pages 27–42.
- Bernard S. Jackson. Wisdom-Laws: A Study of the Mishpatim of Exodus 21:1–22:16. New York: Oxford University Press, 2006.
- Hilary Lipka. Sexual Transgression in the Hebrew Bible. Sheffield Phoenix Press, 2006. (Exodus 22:15–16).
- W. Gunther Plaut. The Torah: A Modern Commentary: Revised Edition. Revised edition edited by David E.S. Stern, pages 511–41. New York: Union for Reform Judaism, 2006.
- William H.C. Propp. Exodus 19–40, volume 2A, pages 117–54, 185–309. New York: Anchor Bible, 2006.
- Jeffrey Stackert. “Why Does Deuteronomy Legislate Cities of Refuge? Asylum in the Covenant Collection (Exodus 21:12-14) and Deuteronomy (19:1–13).” Journal of Biblical Literature, volume 125, number 1 (Spring, 2006): pages 23–49.
- Suzanne A. Brody. "Watcher of the World." In Dancing in the White Spaces: The Yearly Torah Cycle and More Poems, page 80. Shelbyville, Kentucky: Wasteland Press, 2007.
- Shai Cherry. "The Hebrew Slave." In Torah Through Time: Understanding Bible Commentary, from the Rabbinic Period to Modern Times, pages 101–31. Philadelphia: The Jewish Publication Society, 2007.
- James L. Kugel. How To Read the Bible: A Guide to Scripture, Then and Now, pages 59, 85, 241–42, 245–46, 249, 260–79, 282, 299, 324, 360, 404, 434, 578, 669. New York: Free Press, 2007.
- Hans Ausloos. "The 'Angel of YHWH' in Exod. XXIII 20–33 and Judg. II 1–5. A Clue to the 'Deuteronom(Ist)ic' Puzzle?" Vetus Testamentum, volume 58, number 1 (2008): pages 1–12.
- Gloria London. "Why Milk and Meat Don't Mix: A New Explanation for a Puzzling Kosher Law." Biblical Archaeology Review, volume 34, number 6 (November/December 2008): pages 66–69.
- Yosef Zvi Rimon. Shemita: From the Sources to Practical Halacha. The Toby Press, 2008.
- The Torah: A Women's Commentary. Edited by Tamara Cohn Eskenazi and Andrea L. Weiss, pages 427–50. New York: URJ Press, 2008.

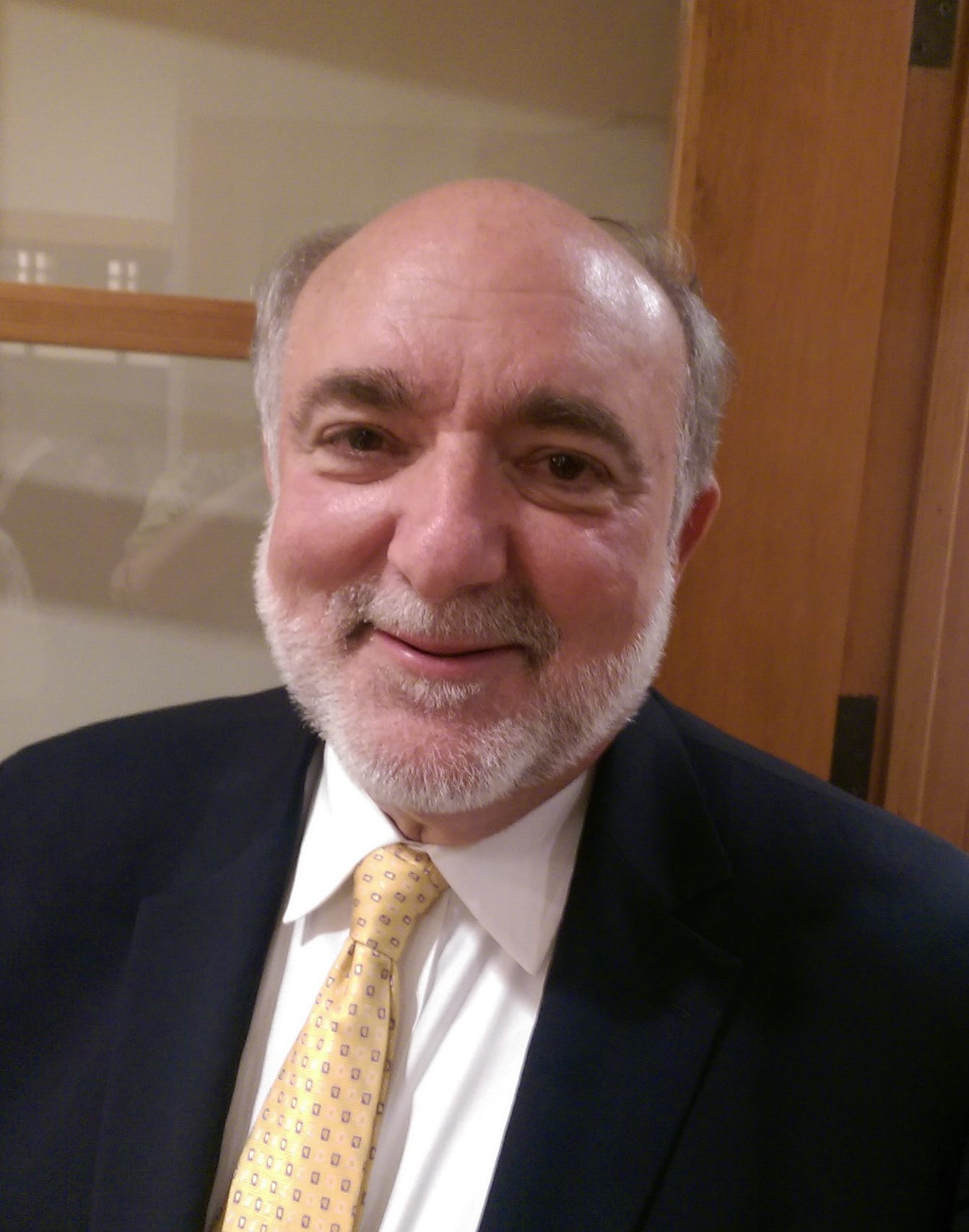
Ellenson

- James A. Diamond. "Nachmanides and Rashi on the One Flesh of Conjugal Union: Lovemaking vs. Duty." Harvard Theological Review, volume 102, number 2 (April 2009): pages 193–224.
- Thomas B. Dozeman. Commentary on Exodus, pages 496–568. Grand Rapids, Michigan: William B. Eerdmans Publishing Company, 2009.
- David Ellenson. "Laws and Judgments as a "Bridge to a Better World": Parashat Mishpatim (Exodus 21:1–24:18)." In Torah Queeries: Weekly Commentaries on the Hebrew Bible. Edited by Gregg Drinkwater, Joshua Lesser, and David Shneer, pages 98–101. New York: New York University Press, 2009.
- Reuven Hammer. Entering Torah: Prefaces to the Weekly Torah Portion, pages 107–11. New York: Gefen Publishing House, 2009.
- Rebecca G.S. Idestrom. "Echoes of the Book of Exodus in Ezekiel." Journal for the Study of the Old Testament, volume 33, number 4 (June 2009): pages 489–510.
- Bruce Wells. "Exodus." In Zondervan Illustrated Bible Backgrounds Commentary. Edited by John H. Walton, volume 1, pages 236–46. Grand Rapids, Michigan: Zondervan, 2009.
- David P. Wright. Inventing God's Law: How the Covenant Code of the Bible Used and Revised the Laws of Hammurabi. New York: Oxford University Press, 2009.

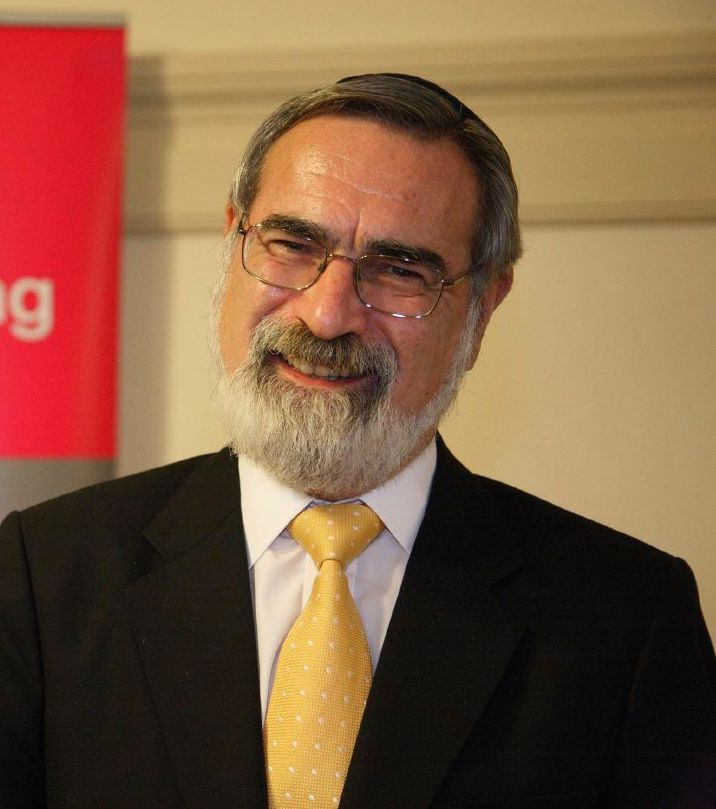
Sacks

- Jonathan P. Burnside. "Exodus and Asylum: Uncovering the Relationship between Biblical Law and Narrative." Journal for the Study of the Old Testament, volume 34, number 3 (March 2010): pages 243–66. (Exodus 21:12–14).
- Jonathan Sacks. Covenant & Conversation: A Weekly Reading of the Jewish Bible: Exodus: The Book of Redemption, pages 157–86. Jerusalem: Maggid Books, 2010.
- Stefan Schorch. "'A Young Goat in Its Mother's Milk'? Understanding an Ancient Prohibition." Vetus Testamentum, volume 60, number 1 (2010): pages 116–30.
- Jonathan P. Burnside. "A 'Missing Case' in the Biblical Laws of Homicide and Asylum?" Vetus Testamentum, volume 60, number 2 (2010): pages 288–91.
- Joseph Telushkin. Hillel: If Not Now, When? pages 47–52. New York: Nextbook, Schocken, 2010. (prozbol).
- Joe Lieberman and David Klinghoffer. The Gift of Rest: Rediscovering the Beauty of the Sabbath. New York: Howard Books, 2011.
- William G. Dever. The Lives of Ordinary People in Ancient Israel: When Archaeology and the Bible Intersect, pages 244, 290. Grand Rapids, Michigan: William B. Eerdmans Publishing Company, 2012.

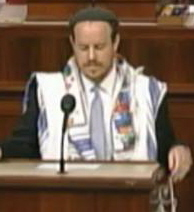
Herzfeld

- Shmuel Herzfeld. "The Eved Ivri in Culpeper, Virginia." In Fifty-Four Pick Up: Fifteen-Minute Inspirational Torah Lessons, pages 105–11. Jerusalem: Gefen Publishing House, 2012.
- John Makujina. "Literary Solutions to Legal Problems: The Contribution of Exodus 2.13–14 to Exodus 21.22–23." Journal for the Study of the Old Testament, volume 37, number 2 (December 2012): pages 151–65.
- Daniel S. Nevins. "The Use of Electrical and Electronic Devices on Shabbat." New York: Rabbinical Assembly, 2012.
- Torah MiEtzion: New Readings in Tanach: Shemot. Edited by Ezra Bick and Yaakov Beasley, pages 289–337. Jerusalem: Maggid Books, 2012.
- Alissa J. Rubin. "Painful Payment for Afghan Debt: A Daughter, 6." The New York Times. (March 31, 2013). (debt servitude).
- Stephen Beard. "Britain Wants To Be Hub for Sharia Banking." Marketplace. (July 18, 2013) (adaptation to Islam's parallel prohibition on charging interest).
- Amiel Ungar. "Tel Aviv and the Sabbath." The Jerusalem Report, volume 24, number 8 (July 29, 2013): page 37.

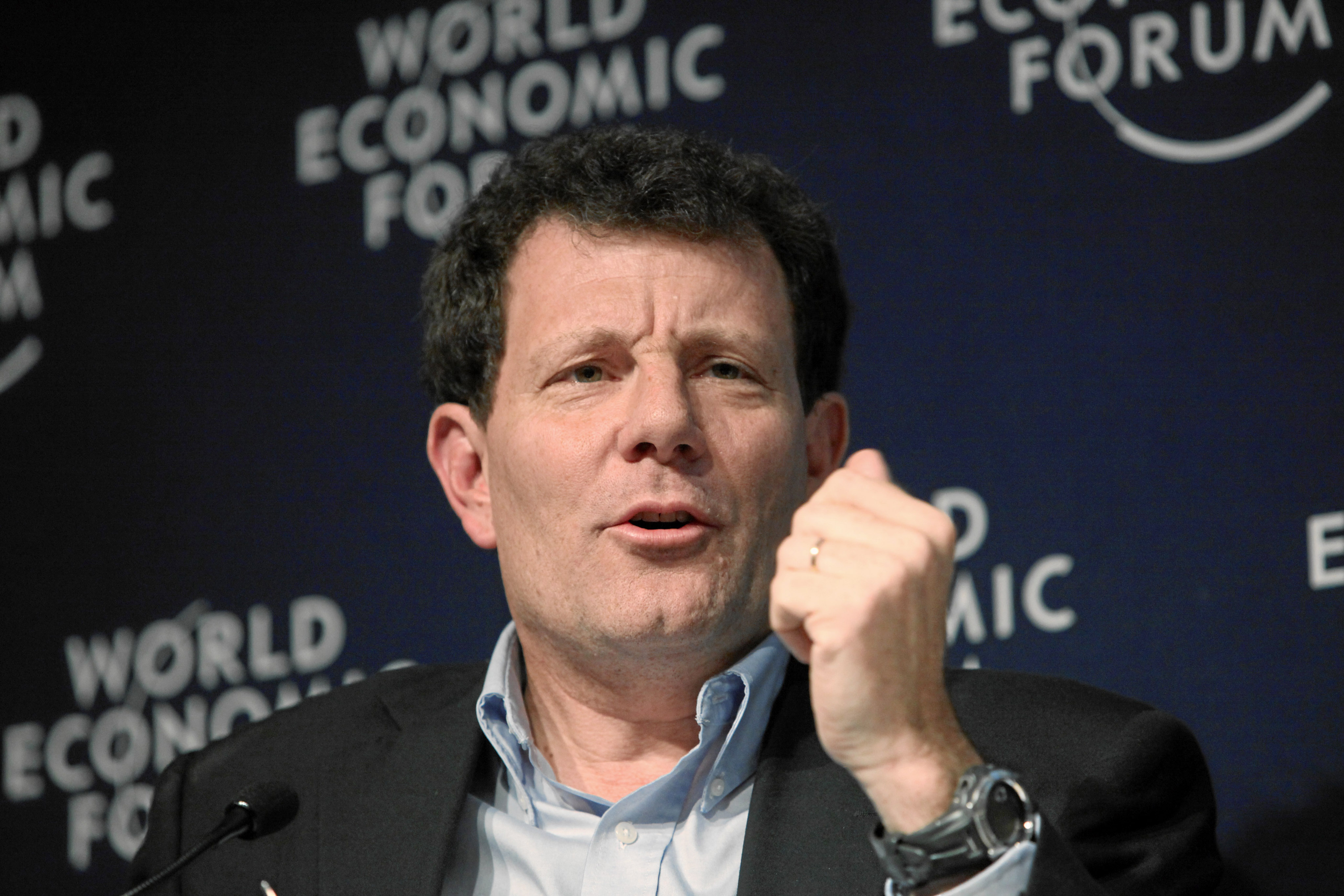
Kristof

- Nicholas Kristof. "When Emily Was Sold for Sex." The New York Times. (February 13, 2014): page A27. (human trafficking in our time).
- Ester Bloom. "The Crazy New App For Using Your iPhone on Shabbos." Arquivado em 2015-04-28 no Wayback Machine Jewniverse. (October 1, 2014).
- Art Swift. "Americans: 'Eye for an Eye' Top Reason for Death Penalty." Gallup. (October 23, 2014).
- Walk Free Foundation. The Global Slavery Index 2014. Australia, 2014.

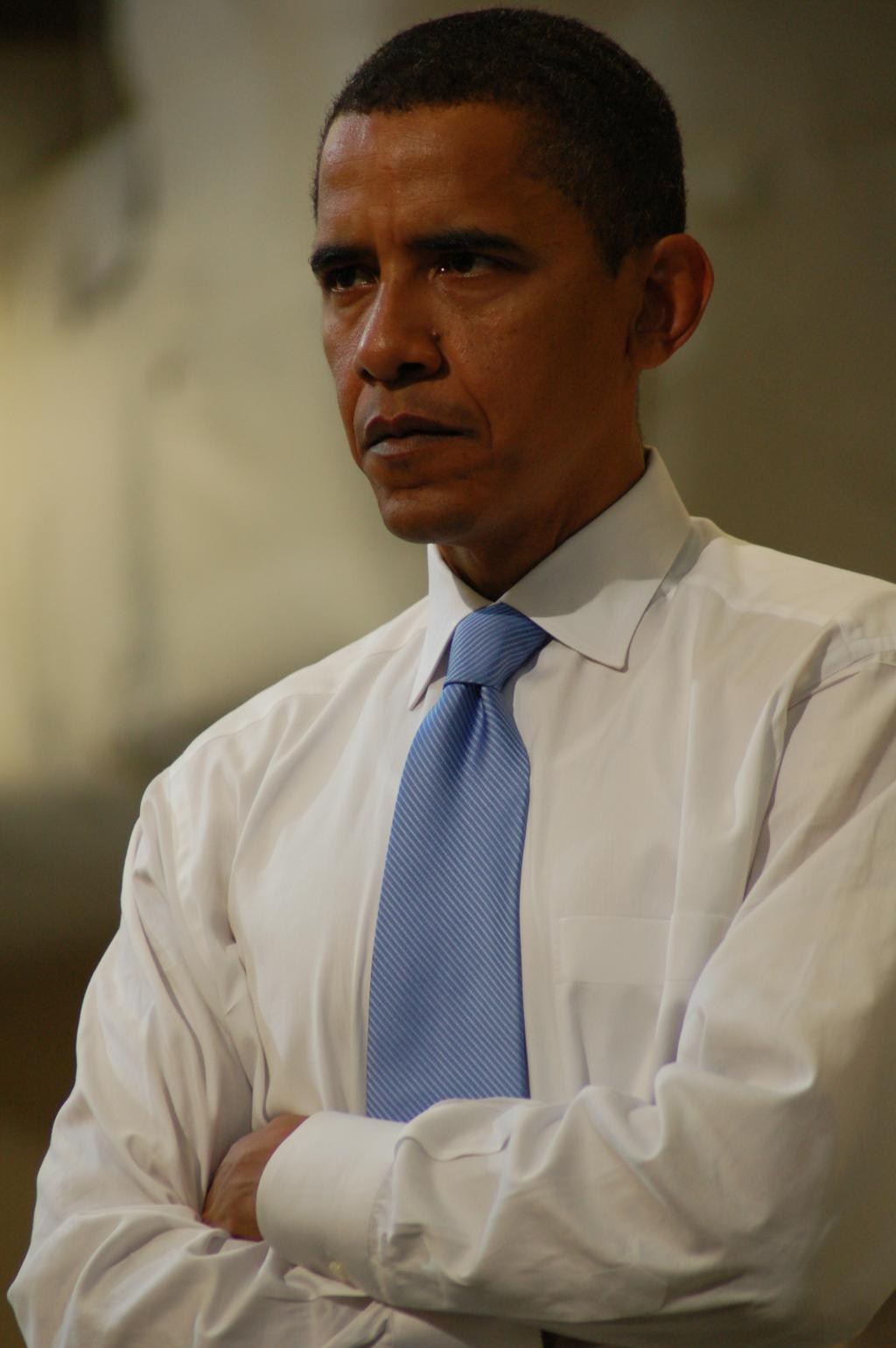
Obama

- Pablo Diego-Rosell and Jacqueline Joudo Larsen. "35.8 Million Adults and Children in Slavery Worldwide." Gallup. (November 17, 2014).
- Barack Obama. "Address to the Nation on Immigration Reform." (November 20, 2014). Compilation of Presidential Documents. Washington, D.C.: United States Government Printing Office. (paraphrasing Exodus 22:20, "Scripture tells us that we shall not oppress a stranger, for we know the heart of a stranger—we were strangers once, too. My fellow Americans, we are and always will be a nation of immigrants. We were strangers once, too.").
- Simeon Chavel. “A Kingdom of Priests and its Earthen Altars in Exodus 19–24.” Vetus Testamentum, volume 65, number 2 (2015): pages 169–222.
- "The Crazy New Invention for Using Electricity on Shabbat." Arquivado em 2015-04-28 no Wayback Machine Jewniverse. (April 21, 2015).
- Jonathan Sacks. Lessons in Leadership: A Weekly Reading of the Jewish Bible, pages 89–92. New Milford, Connecticut: Maggid Books, 2015.
- "The Hittites: Between Tradition and History." Biblical Archaeology Review, volume 42, number 2 (March/April 2016): pages 28–40, 68.
- Jonathan Sacks. Essays on Ethics: A Weekly Reading of the Jewish Bible, pages 109–15. New Milford, Connecticut: Maggid Books, 2016.
- Shai Held. The Heart of Torah, Volume 1: Essays on the Weekly Torah Portion: Genesis and Exodus, pages 175–83. Philadelphia: Jewish Publication Society, 2017.
- Steven Levy and Sarah Levy. The JPS Rashi Discussion Torah Commentary, pages 56–58. Philadelphia: Jewish Publication Society, 2017.
- Somini Sengupta. "End Marry-Your-Rapist Laws, Activists Say. Mideast Listens." The New York Times, July 23, 2017, § 1 (news), page 1 (modern Middle Eastern parallel to Exodus 22:15–16 and Deuteronomy 22:28–29).
- U.S. Department of State. Trafficking in Persons Report: June 2018. (slavery in the present day).
- Pallant Ramsundar. “Biblical Mistranslations to 'Euphrates' and the Impact on the Borders of Israel.” American Journal of Biblical Theology (2019).